# Miconia alternifolia
Miconia alternifolia är en tvåhjärtbladig växtart som först beskrevs av August Heinrich Rudolf Grisebach, och fick sitt nu gällande namn av Brother Alain. Miconia alternifolia ingår i släktet Miconia och familjen Melastomataceae. Inga underarter finns listade i Catalogue of Life.